# Bruschetta

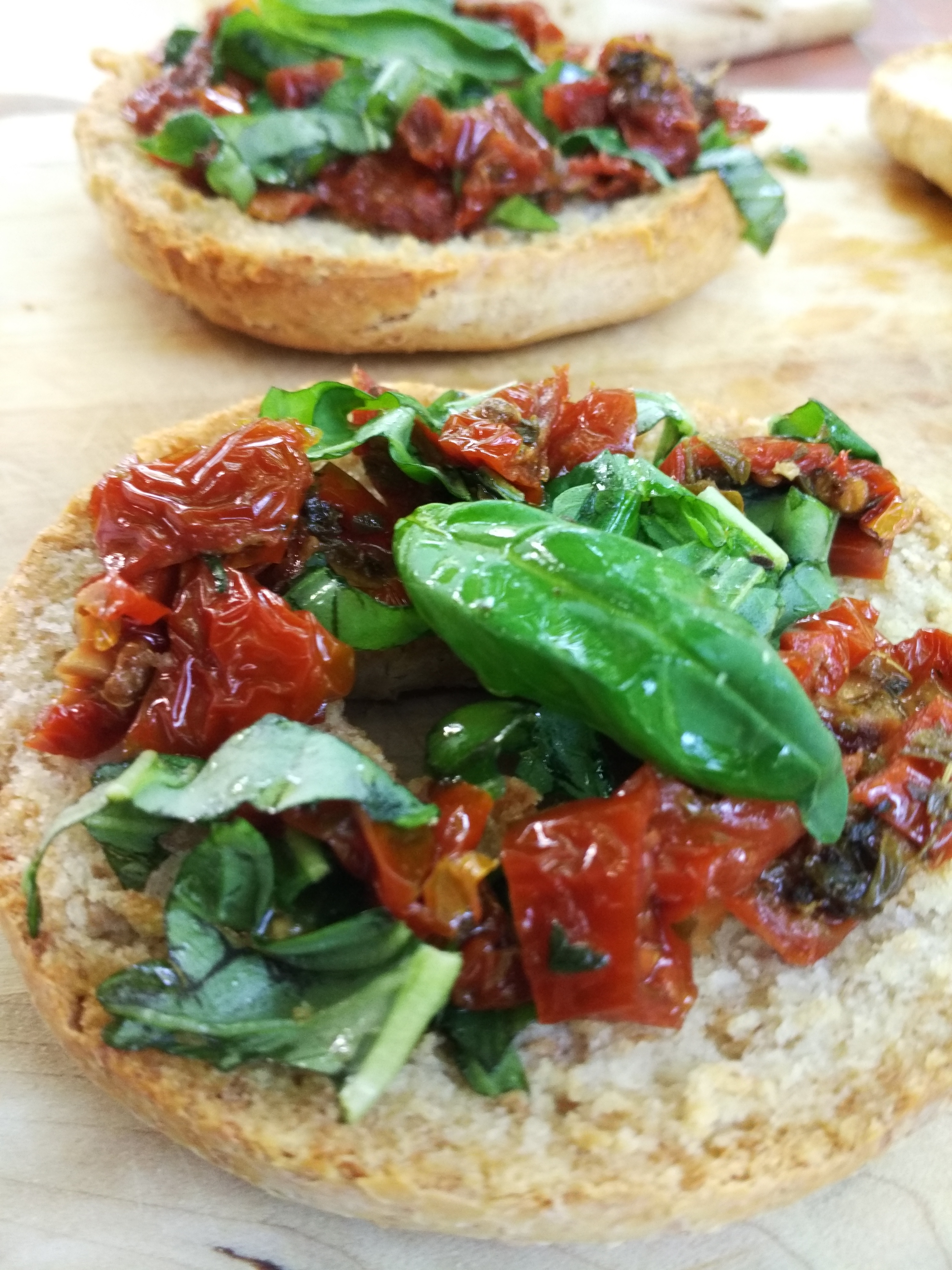
Exemplo de uma receita de bruschetta com tomate e manjericão

Bruschetta (AFI: [brusˈketta]) ou brusqueta (AFI: [bɾusˈketɐ]) é um antepasto italiano feito à base de pão, que é tostado em grelha com azeite e depois esfregado com alho. Há diversas variações.